# Омахеке
Омахеке (англ. Omaheke Region) — является одной из 14 административных областей Намибии и находится на крайнем востоке страны, у границы с Ботсваной. Площадь области составляет 84 612 км². Численность населения 71 233 человека (на 2011 год). Административный центр — город Гобабис.

## География
Область Омахеке находится в непосредственной близости от пустыни Калахари и представляет собой однообразный ландшафт: бескрайнюю, заросшую травой степь, с кустарниками акаций и верблюжьей колючки. Наивысшая точка — Омитараберг (1625 метров), располагается к северу от деревни Омитара.

## История
Область Омахеке является родиной народа гереро. Во время восстания гереро против немецких колониальных властей в 1904 году, после разгрома основных сил восставших в Битве при Ватерберге, уцелевшие гереро бежали через территорию Омахеке в британский Бечуаналенд, рассчитывая найти там убежище. Так как германские войска не подпускали гереро к источникам воды, огромное их количество погибло по дороге от жажды. Многими учёными эти события рассматриваются как первый геноцид в истории XX века.

## Административное деление
В административном отношении область подразделяется на 7 избирательных районов:
- Aminius
- Epukiro
- Gobabis
- Kalahari
- Okorukambe
- Otjinene
- Otjombinde